# Stones in Exile
Stones in Exile es un documental estadounidense de 2010 acerca de la grabación del álbum Exile on Main St. de The Rolling Stones.

## Generalidades
Dirigido por Stephen Kijak y producido por John Battsek y algunos miembros de la banda, se estrenó en el Festival de Cannes de 2010 y debutó a nivel internacional en el programa Late Night with Jimmy Fallon. El presentador anunció en su programa que conmemoraría la reedición del álbum con una semana en la que varios músicos interpretarían canciones del disco. La última noche de la semana celebró el estreno del documental.
Su edición en formato de DVD alcanzó la tercera posición en la lista UK Music Video Chart y entró en el Top 3 en listas similares en otros países.